# Suzanne von Borsody
Suzanne von Borsody (pronunciación en alemán: /ˈboʁʒodi/; nacido el 23 de septiembre de 1957 en Múnich) es una actriz alemana.
Ella viene de una prominente familia teatral, siendo la hija de la actriz Rosemarie Fendel y el actor Hans von Borsody. Su abuelo, Eduard von Borsody, fue un famoso director, mientras que su tío abuelo, Julius von Borsody, fue también un famoso diseñador.
Ella es conocida internacionalmente por interpretar a Frau Jäger de 1998, en la película Corre, Lola, Corre, y también ha hecho doblaje para películas extranjeras como el Planeta del Tesoro, donde proporciona la voz alemana de la Capitana Amelia.
Ella es una Embajadora de Buena Voluntad de UNICEF , así como de varias otras organizaciones de caridad.

## Filmografía seleccionada
- Lauras Entscheidung (1994, película de TV)
- Corre Lola, Corre (1998)
- ¿Soy linda? (1998)
- Jahrestage (2000, miniserie de TV)
- Starting Over (2007, película de TV)